# Litkey György
Litkey/Littkey György János (Sajókeresztúr, 1907. június 26. – Budapest, 1975. január 14.) magyar festő, grafikus.

## Életpályája
Hajdúböszörményben érettségizett. 1926–1931 között a Magyar Képzőművészeti Főiskolán művészi és rajztanári diplomát szerzett; itt Rudnay Gyula tanítványa volt. 1931–1935 között néprajzi anyagot gyűjtött a Borsod-Miskolci Múzeum számára. 1933–1936 között Budapesten élt művészi munkájából. 1936–1941 között Kapuváron, 1941–1944 között Ócsán, 1944–1949 között Budapesten a Toldy Ferenc Gimnáziumban, 1949–1962 között Újpesten tanított. 1937-től kiállító művész volt. 1946-tól az Országos Szabadművelődési Tanács tagja volt. 1948–1949 között a Toldy Ferenc Gimnázium igazgatója volt. Az 1950-es évektől vezette a budapesti pedagógusok nyári művésztelepét (pl. Vörösberény, Salgótarján). 1953-ban egyik alapítója volt a budapesti Pedagógus Szakszervezet Képzőművész Stúdiójának, 1955-től vezetőségi tagja, 1959-től művészeti vezetője volt. 1966–1971 között az évek nagy részét Belgiumban töltötte. 1970–1971 között az USA-ban élt, ott festett és tanított. 1971-ben az USA-ból visszatérve ismét Belgiumban dolgozott.
17 egyéni kiállítása volt Magyarországon, Belgiumban és az Amerikai Egyesült Államokban.

## Magánélete
Szülei Litkey György (1885–1959) és Liczei Janka voltak. 1933. október 12-én, Budapesten házasságot kötött Brucker Gizellával (1903–1990). 6 gyermeket neveltek fel.
Sírja a Farkasréti temetőben található (48/1-1-7/8).

## Kiállításai

### Egyéni
- 1937 Kapuvár
- 1940, 1958, 1999 Budapest
- 1966-1967, 1969, 1971 Brüsszel
- 1970 Indiana (USA)
- 1971 Indianapolis (USA), San Francisco
- 1973 Gödöllő

### Emlék
- 1981–1983 Brüsszel
- 1982 Balatonfüred
- 1983 Liège, Budapest
- 1994 Budapest

### Válogatott, csoportos
- 1959 Budapest

## Díjai, elismerései
- Balatoni ösztöndíj (1942)
- SZOT-díj (1970)
- Székely Bertalan-díj (1973)